# Esther Kinsky

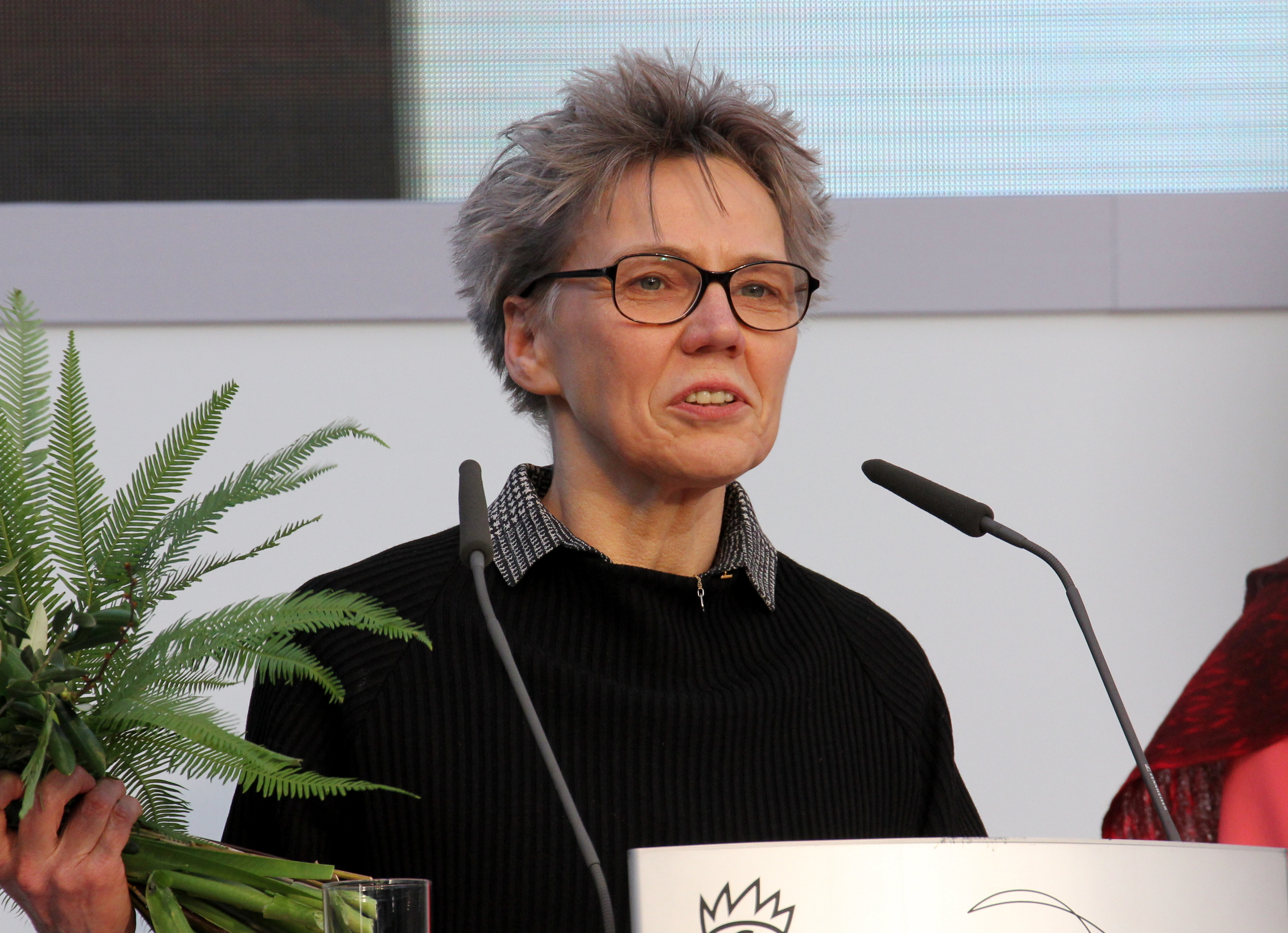
Esther Kinsky auf der Leipziger Buchmesse 2018

Esther Kinsky (* 12. September 1956 in Engelskirchen) ist eine deutsche Schriftstellerin und Übersetzerin.

## Leben
Esther Kinsky wuchs im Rheinland auf und studierte in Bonn Slawistik. Sie arbeitet als literarische Übersetzerin aus dem Polnischen, Englischen und Russischen und ist Autorin von Prosa und Lyrik. Nach Jahren in London lebt sie derzeit in Berlin.
Sowohl für ihre übersetzerische als auch für ihre schriftstellerische Arbeit wurde Kinsky mehrfach ausgezeichnet. 2015 erhielt sie u. a. den Kranichsteiner Literaturpreis sowie den Preis der SWR-Bestenliste für Am Fluss. Wiederkehrende Themen ihrer Arbeit sind die Erfassbarkeit der Wahrnehmung durch Sprache und die damit verbundenen Erinnerungsprozesse, vor allem im Kontext von Fremde. 2016 übernahm Kinsky die einjährige Thomas Kling-Poetikdozentur an der Rheinischen Friedrich-Wilhelms-Universität Bonn und 2017/2018 die August-Wilhelm-von Schlegel-Gastprofessur für Poetik der Übersetzung an der Freien Universität Berlin. Ende 2019 wurde Kinsky in die Deutsche Akademie für Sprache und Dichtung aufgenommen.
Kinsky war mit dem britischen Übersetzer Martin Chalmers (1948–2014) verheiratet.

## Werk
2018 erschien Hain: Geländeroman, worin sie den Blick eines trauernden Menschen auf die Welt beschreibt. In der Sendereihe Essay und Diskurs des Deutschlandfunks grenzte sie diesen Roman von der literarischen Form des nature writing ab. Der Roman gewann den Preis der Leipziger Buchmesse 2018 in der Kategorie „Belletristik“. 2019 hielt Kinsky die Hildesheimer Poetikvorlesung im Literaturhaus St. Jakobi.
In einem Interview mit dem Deutschlandfunk 2019 erklärte sie ihre Entscheidung, nach der Übersetzung von Olga Tokarczuks Roman Unrast 2009 keine weiteren Bücher der späteren Literaturnobelpreisträgerin (2018) zu übersetzen. Die literarische Sprache der Autorin habe sie nie genug herausgefordert. In dem Interview äußerte Kinsky die Vermutung, Tokarczuks Texte seien im Original mangelhaft lektoriert, während die Übersetzungen andere Anforderungen hätten. Stilistische Fehler würden dann von der Literaturkritik den Übersetzungen vorgeworfen.

## Zitat
„Ich sehe Übersetzer von Literatur als Künstler an der Sprache. Es ist eine schwierige Gratwanderung natürlich, zu sagen, wo ist Kunst, wo ist Handwerk dabei, damit habe ich mich ja auch länger auseinandergesetzt, aber ich glaube nicht, dass es für mein Verständnis dieser Tätigkeit – und ich möchte da auch wirklich ganz speziell nur von mir sprechen, zuträglich ist so einer Rollenzuweisung.“

## Auszeichnungen und Stipendien
- 2000: Arbeitsstipendium des Deutschen Übersetzerfonds für Olga Tokarczuks Taghaus, Nachthaus
- 2002: Brücke Berlin Literatur- und Übersetzerpreis (mit Olga Tokarczuk) für Taghaus Nachthaus
- 2002: Arbeitsstipendium des Deutschen Übersetzerfonds für Zygmunt Haupts Der Ring aus Papier
- 2005: Grenzgängerstipendium der Robert Bosch Stiftung
- 2005: Arbeitsstipendium des Deutschen Übersetzerfonds für Zygmunt Haupts Vorhut
- 2006: Aufenthaltsstipendium des Deutschen Übersetzerfonds in Visby
- 2008: Arbeitsstipendium des Deutschen Übersetzerfonds für Olga Tokarczuks Unrast
- 2009: Paul-Celan-Preis
- 2010: Arbeitsstipendium Literatur des Berliner Senats
- 2010: Ehrengaststipendium Künstlerhaus Lukas, Ahrenshoop
- 2011: Karl-Dedecius-Preis für deutsch-slawische Übersetzungen (in beide Richtungen), zugleich mit Ryszard Turczyn
- 2014: Longlist für Deutscher Buchpreis mit Am Fluss
- 2014: Franz-Hessel-Preis
- 2015: Kranichsteiner Literaturpreis, insbesondere für Am Fluss
- 2015: Preis der SWR-Bestenliste für Am Fluss
- 2016: Adelbert-von-Chamisso-Preis, gemeinsam mit Uljana Wolf
- 2016: Calwer Hermann-Hesse-Stipendium
- 2016: Thomas Kling-Poetikdozentur an der Rheinischen Friedrich-Wilhelms-Universität in Bonn
- 2017: August-Wilhelm-von Schlegel-Gastprofessur für Poetik der Übersetzung, Freie Universität Berlin im Wintersemester/2018
- 2018: Düsseldorfer Literaturpreis für Hain: Geländeroman
- 2018: Internationaler Hermann-Hesse-Preis (als Übersetzerin), zusammen mit Joanna Bator
- 2018: Preis der Leipziger Buchmesse (Belletristik) für Hain: Geländeroman
- 2019: einjähriges Stipendium der Berliner Senatsverwaltung für Kultur und Europa[9]
- 2019: Poet in Residence an der Universität Duisburg-Essen
- 2020: Christian-Wagner-Preis für das lyrische Gesamtwerk und insbesondere den Gedichtband Schiefern
- 2020: Erich-Fried-Preis (benannt von Maja Haderlap)[10]
- 2020: W.-G.-Sebald-Literaturpreis für den Text Kalkstein[11]
- 2020: Deutscher Preis für Nature Writing, gemeinsam mit Ulrike Draesner[12]
- 2022: Kleist-Preis[13]
- 2022: Longlist zum Deutschen Buchpreis mit Rombo
- 2024: Johann-Heinrich-Voß-Preis für Übersetzung

## Werke

### Als Übersetzerin (Auswahl)
- Anka Grupińska: Im Kreis. Gespräche mit jüdischen Kämpfern. Neue Kritik, Frankfurt am Main 1993, ISBN 3-8015-0266-X.
- Joseph O’Connor: Inishowen Blues. S. Fischer Verlag, Frankfurt am Main 2001, ISBN 978-3-10-054010-2.
- Olga Tokarczuk: Taghaus, Nachthaus. Deutscher Taschenbuch-Verlag, München 2004, ISBN 3-423-13166-7.
- Olga Tokarczuk: Letzte Geschichten (Ostatnie historie). Roman. Deutsche Verlags-Anstalt, München 2006, ISBN 3-421-05902-0.
- Olga Tokarczuk: Unrast. Schöffling, Frankfurt am Main 2009, ISBN 978-3-89561-465-1.
- Zyta Rudzka: Doktor Josefs Schönste. Ammann Verlag, Zürich 2009, ISBN 978-3-250-60124-1.
- Magdalena Tulli: Dieses Mal (Skaza). Schöffling,  Frankfurt am Main 2010, ISBN 978-3-89561-461-3.
- Piotr Szewc:  Das Buch eines Tages. Zamość, Juli 1934 (Zagłada). Roman. Edition FotoTapeta, Berlin 2011, ISBN 978-3-940524-15-7.
- Joanna Bator: Sandberg (Piaskowa Góra). Suhrkamp Verlag, Berlin 2011, ISBN 978-3-518-42222-9.
- Joanna Bator: Wolkenfern (Chmurdalia). Suhrkamp Verlag, Berlin 2013, ISBN 978-3-518-42405-6.
- Henry David Thoreau: Lob der Wildnis. Matthes & Seitz, Berlin 2014, ISBN 978-3-88221-076-7.
- James Leslie Mitchell: Szenen aus Schottland. Guggolz Verlag 2016, ISBN 978-3-945370-06-3.
- John Clare: Reise aus Essex und autobiografische Fragmente. Matthes & Seitz, Berlin 2017, ISBN 978-3-95757-327-8.
- Iain Sinclair: Der Rand des Orizonts. Auf den Spuren von John Clares „Reise aus Essex“. Matthes & Seitz, Berlin 2017, ISBN 978-3-95757-326-1.
- Lewis Grassic Gibbon: Lied vom Abendrot. Guggolz Verlag 2018, ISBN 978-3-945370-15-5.
- John Clare: Raunen des Winds und bebende Distel. Skizzen aus seinem Leben. Golden Luft Verlag, Mainz 2020, ISBN 978-3-9818555-8-6.
- Lewis Grassic Gibbon: Wind und Wolkenlicht. Guggolz Verlag 2021, ISBN 978-3-945370-32-2.
- Iain Galbraith: Aus dem kleinen Zimmer. Kurze Prosa. Golden Luft Verlag, Mainz 2024, ISBN 978-3-9822844-6-0.

### Als Autorin
- Mali. Bilderbuch. Gildenstern, Bad Honnef 1987, ISBN 3-926589-00-0.
- Unser fremdes Land: Tansanisches Reisebilderbuch. Gildenstern, Bad Honnef 1987, ISBN 3-926589-02-7.
- Wer hat hier Angst vor Hexen? Kinderbuch. Gildenstern, Bad Honnef 1989, ISBN 3-926589-07-8.
- Sommerfrische. Roman. Matthes & Seitz, Berlin 2009, ISBN 978-3-88221-722-3.
- Die ungerührte Schrift des Jahrs. Lyrikband. Matthes & Seitz Berlin 2010, ISBN 978-3-88221-535-9.
- Banatsko. Roman. Matthes & Seitz, Berlin 2011, ISBN 978-3-88221-723-0.
- Eines Abends im Winter. Kinderbuch. Illustriert von Sarah Fricke. Jacoby & Stuart, Berlin 2011, ISBN 978-3-941787-44-5. Mit einer CD mit Lesung der Autorin und Musik.
- Aufbruch nach Patagonien. Lyrikband. Matthes & Seitz, Berlin 2012, ISBN 978-3-88221-585-4.
- Der Käptn und die Mimi Kätt. Kinderbuch. Illustriert von Gerda Raidt. Jacoby & Stuart, Berlin 2012, ISBN 978-3-941787-85-8.
- Fremdsprechen: Gedanken zum Übersetzen. Essay. Matthes & Seitz, Berlin 2013, ISBN 978-3-88221-038-5.
- Naturschutzgebiet. Lyrikband, mit Fotografien der Autorin. Matthes & Seitz, Berlin 2013, ISBN 978-3-88221-073-6.
- Am Fluss. Roman. Matthes & Seitz, Berlin 2014, ISBN 978-3-95757-056-7.
- Polnisch Poetisch. Hg. Lisa Palmes, Konzeption E. K.- Anthologie, mit Jacek Gutorow, Marta Podgórnik, Dariusz Sośnicki, Adam Wiedemann, Jakobe Mansztajn, Katarzyna Fetlińska. Übers. Lisa Palmes, VdÜ. Buch|Bund, Berlin 2015, ISBN 978-3-00-048086-7.[14]
- mit Martin Chalmers: Karadag Oktober 13: Aufzeichnungen von der kalten Krim. Reisebericht. Matthes & Seitz, Berlin 2015, ISBN 978-3-95757-143-4.
- Opos Reise. Kinderbuch, mit Illustrationen von Falk Nordmann. Matthes & Seitz, Berlin 2016, ISBN 978-3-95757-238-7.
- Am kalten Hang: viagg' invernal. Lyrikband. Matthes & Seitz Berlin, Berlin 2016 ISBN 978-3-95757-222-6.
- Irrgast. Umwege zur Umbenennung der Welt. Antrittsvorlesung zur Thomas Kling-Poetikdozentur, Bonn, 28. April 2016, in: Schreibheft, 87, 2016, S. 215–223
- Hain: Geländeroman. Suhrkamp, Berlin 2018, ISBN 978-3-518-42789-7.
- kő növény kökény. Lyrikband. Thanhäuser, Ottensheim 2018, ISBN 978-3-900986-93-3.
- Schiefern, Gedichte. Suhrkamp, Berlin 2020, ISBN 978-3-518-42921-1.
- Rombo, Roman, Suhrkamp, Berlin 2022, ISBN 978-3-518-43057-6.
- Gedankenspiele über die Hoffnung. Droschl, Graz 2023, ISBN 978-3-99059-132-1.
- Weiter Sehen. Von der unwiderstehlichen Magie des Kinos. Suhrkamp, Berlin 2023, ISBN 978-3-518-22544-8.
- FlussLand Tagliamento. Friedenauer Presse, Berlin 2023, ISBN 978-3-7518-8003-9.
- Störungen. Residenz, Wien 2023, ISBN 978-3-7017-3573-0.
- Heim.Statt. Suhrkamp, Berlin 2025, ISBN 978-3-518-43229-7

### Als Herausgeberin
- 21 Grad Blau. Mein Balkan. Reise-Erzählungen von ihr selbst, weitere Texte von Béla Hamvas, Jonas Mekas, David Albahari, Hermann Ludwig Heinrich von Pückler-Muskau u. a. Schreibheft, 75. Rigodon, Essen 2010, ISBN 3-924071-31-4. Inhalt